# Hedda Lindahl
Hedda Hansdotter Lindahl, född Richert 16 februari 1919 i Vasa församling i Göteborg, död 12 januari 2007 i Alingsås i Västra Götalands län, var en svensk politiker (folkpartist).
Lindahl var aktiv i Älvsborgs läns landsting och satt i landstingsfullmäktige från 1955. I Ola Ullstens folkpartiregering 1978–1979 var hon konsultativt statsråd (sjukvårdsminister).